# Produzione di energia elettrica in Giappone
La produzione di energia elettrica in Giappone si basa prevalentemente sull'importazione di fonti energetiche non rinnovabili. Il paese manca infatti di significative riserve interne di combustibili fossili, tranne il carbone, e deve importare sostanziali quantità di greggio, gas naturale e altre risorse energetiche, incluso l'uranio. Secondo gli ultimi dati dell'Agenzia per le risorse naturali e l'energia, nel 2016 il tasso di autosufficienza energetica del Giappone era di appena l'8,3%.

Mappa della rete elettrica del Giappone

## Storia

### Gli inizi
La prima compagnia elettrica giapponese, la Tokyo Electric Lighting, fu istituita nel 1886, mentre i primi esempi di sfruttamento di energia elettrica a scopi privati risalgono almeno al 1878, con l'installazione di una lampada ad arco in occasione dell'inaugurazione dell'ufficio di telegrafia dell'Istituto di tecnologia di Tokyo. Inizialmente l'uso dell'elettricità fu destinato principalmente all'illuminazione pubblica, per via della sua sicurezza e pulizia, trovando gradualmente applicazioni più ampie come fonte di energia in alternativa al motore a vapore.
Nel 1896 in tutto il Giappone si contavano trentatré diverse compagnie elettriche e, con l'introduzione all'inizio del XX secolo delle grandi centrali termoelettriche e idroelettriche, i costi di produzione diminuirono e l'elettricità trovò ampio impiego in tutto il paese. Di conseguenza, l'elettricità divenne non soltanto una fonte di energia indispensabile a livello industriale, ma anche un bene essenziale per la vita dei cittadini comuni.
Negli anni successivi il business delle aziende elettriche crebbe in parallelo con la modernizzazione del Giappone e lo sviluppo della sua industria. Allo stesso tempo, il settore dei servizi elettrici subì una profonda ristrutturazione che portò alla dissoluzione di settecento compagnie, che unendosi portarono alla nascita di cinque grandi aziende elettriche per la fine della prima guerra mondiale. Durante la seconda guerra mondiale, l'intera industria energetica giapponese finì sotto il controllo dello Stato e le varie società furono integrate nella neonata Nihon Hatsusoden.
Data la persistente rigidità tra domanda e offerta di energia nel paese, dopo il conflitto vennero adottate una serie di misure volte a ristrutturare totalmente l'industria elettrica nipponica, contribuendo alla democratizzazione dell'economia. Nel 1951 vennero istituite nove società elettriche regionali private (Hokkaido, Tohoku, Tokyo, Chubu, Hokuriku, Kansai, Chugoku, Shikoku e Kyushu Electric Power) con lo scopo di fornire elettricità a ciascuna regione. Nel 1972, con la restituzione di Okinawa al Giappone, la Okinawa Electric Power Company si unì al gruppo come decimo membro.

### La crisi petrolifera
Dopo la fine della seconda guerra mondiale, mentre il Giappone si riprendeva ed espandeva rapidamente la sua base industriale, era fortemente dipendente dalle importazioni di combustibili, in particolare dal petrolio del Medio Oriente (il petrolio alimentava il 66% dell'elettricità nel 1974). Questa vulnerabilità geografica e merceologica divenne critica con lo shock petrolifero del 1973. Allora il Giappone aveva un'industria nucleare in crescita, con cinque reattori operativi. La necessità di rivedere la politica energetica nazionale portò alla diversificazione delle fonti, in particolare a un importante programma di sviluppo nucleare. Un'alta priorità fu data alla riduzione della dipendenza del Paese dalle importazioni petrolifere. Fu adottato un ciclo del combustibile chiuso per ottenere il massimo vantaggio dall'uranio importato.
L'idea era che l'energia nucleare avrebbe giocato un ruolo sempre più rilevante nel futuro del Giappone. Nell'ambito del piano per le tecnologie energetiche innovative Cool Earth 50 del Ministero dell'economia, del commercio e dell'industria (METI) nel 2008, l'Agenzia giapponese per l'energia atomica mise a punto una strategia per una riduzione delle emissioni di CO₂ del 54% (dai livelli del 2000) entro il 2050, per arrivare a una riduzione del 90% entro il 2100. In tal modo nel 2100 l'energia primaria sarebbe stata prodotta per il 60% circa da fonti nucleari (rispetto al 10% nel 2008), per il 10% da fonti rinnovabili (rispetto al 5%) e per il 30% da combustibili fossili (rispetto all'85%); inoltre, il nucleare avrebbe contribuito per il 51% alla riduzione delle emissioni di CO₂. Nel giugno 2010 il METI decise di accrescere l'autosufficienza energetica al 70% entro il 2030, sia per la sicurezza energetica, sia per la riduzione delle emissioni. Questo richiedeva anzitutto nuove relazioni strategiche con i paesi produttori di energia. Il piano prevedeva inoltre un ruolo essenziale dell'energia nucleare e il raggiungimento di un grado di sfruttamento di tutti gli impianti pari al 90% della capacità installata.

### Il post-Fukushima
Mentre il Giappone in precedenza aveva fatto affidamento sull'energia nucleare per soddisfare circa il 30% dei suoi fabbisogni di elettricità, dopo il disastro di Fukushima Dai-ichi del 2011 tutti i reattori nucleari furono progressivamente spenti per preoccupazioni sulla sicurezza. Il reattore n. 3 della centrale nucleare di Ōi alla fine fu riavviato il 2 luglio 2012. Tuttavia, nel settembre 2013 l'impianto fu chiuso affinché potesse subire le ispezioni di sicurezza e superare i controlli legali per la riapertura. Rispettivamente l'11 agosto e il 1º novembre 2015 ripartirono i due reattori della centrale nucleare di Sendai. In seguito al disastro di Fukushima, l'opinione pubblica si è opposta all'uso dell'energia nucleare.
Questo spinse inizialmente il governo giapponese nell'ottobre 2011, subito dopo il disastro di Fukushima, ad adottare una politica di riduzione della produzione di energia nucleare. Tuttavia, dopo la sconfitta alle elezioni del 2012, nel 2014 il nuovo governo approvò il 4º Piano strategico per l'energia (4th Basic [o Strategic] Energy Plan), con una programmazione ventennale, che riaffermava il ruolo dell'energia nucleare come fonte energetica primaria, essenziale per garantire (sia pure in modo sicuro) un approvvigionamento energetico stabile e sostenibile e per combattere il riscaldamento globale. Fino al 2011, l'energia nucleare aveva rappresentato quasi il 30% della produzione totale di elettricità del paese, con una potenza installata (netta) di 47,5 GWe nel marzo 2011 e di 44,6 GWe dopo di allora. I nuovi piani prevedevano di aumentare tale quota al 41% entro il 2017 e al 50% entro il 2030. Nell'aprile 2015, tuttavia, il governo annunciò che voleva riportare la quota di elettricità prodotta dalle fonti che soddisfano il carico di base al 60% del totale entro il 2030, di cui circa un terzo nucleare. Le analisi del Research Institute of Innovative Technology for the Earth stimavano che i costi per l'energia (lievitati notevolmente negli anni precedenti) si sarebbero in tal modo ridotti a 2.400 miliardi di yen (20,0 miliardi di dollari) all'anno, rispetto all'attuale scenario del 40% del carico di base (le rinnovabili essendo il 30%). Allo stesso tempo, si prevedeva anche un significativo aumento della produzione delle centrali alimentate con combustibili fossili.
Con il 5º Piano strategico dell'energia, atteso per il 2018, il governo intenderebbe sostanzialmente confermare gli orientamenti già manifestati con il piano precedente. Precisamente, si vorrebbe confermare per il 2030 il "mix" delle diverse fonti di produzione di energia elettrica, mantenendo al 20-22% la quota del nucleare sul totale della produzione, portando al 22-24% la quota delle fonti rinnovabili e confermando il 26% della quota di combustibili fossili.
Alcuni osservatori ritengono tuttavia che questi obiettivi andrebbero rivisti, per tenere conto dei numerosi cambiamenti che si sono verificati dal 2014 in poi nell'industria energetica giapponese. In primo luogo, anche se molte centrali nucleari sono state nel frattempo riattivate, il numero è comunque inferiore a quello programmato nel piano del 2014, anche per la necessità di adeguare gli impianti ai più severi standard di sicurezza adottati dopo il disastro di Fukushima. In secondo luogo, l'obiettivo di aumentare la quota delle fonti rinnovabili per la produzione di elettricità dal 22 al 24% entro il 2030 sembrerebbe troppo cauto, considerando che tale quota è già aumentata intorno al 15%, grazie soprattutto al netto calo dei costi delle suddette fonti, e che nel mondo l'uso dell'energia da fonti rinnovabili è in costante espansione. Infine, sarebbe da rivedere anche la quota del 26% che il piano assegna alle centrali alimentate a combustibili fossili (in particolare a carbone) nell'obiettivo di "mix" energetico per il 2030. Tale scelta comporterebbe infatti la costruzione di nuove centrali a carbone, più inquinanti, in controtendenza rispetto alle scelte della maggior parte dei paesi avanzati che, come si è visto nella XXIII Conferenza delle Parti dell'UNFCCC (COP23), tenutasi a Bonn nel novembre 2017, progettano invece di abbandonare progressivamente i combustili fossili.

## Consumi, potenza richiesta e potenza installata

Produzione di elettricità in Giappone per fonte.

Il consumo di energia primaria nel paese era di 445,3 Mtep nel 2016, in lieve calo (-0,4%) rispetto all'anno precedente.
A maggio 2018, il Giappone doveva soddisfare circa il 90% dei suoi fabbisogni energetici attraverso le importazioni di combustibili. Il Giappone era anche il quarto importatore mondiale di greggio nel 2015, con 165 Mt (8% delle importazioni mondiali totali di greggio), il terzo importatore di carbone nel 2016, con 189 Mt (15,6% delle importazioni mondiali totali di carbone) e il primo importatore di gas naturale nel 2016 con 116 miliardi di metri cubi (13.5% delle importazioni totali mondiali di gas).
Il Giappone nel 2015 produceva 1.041 TWh di elettricità, 409 TWh da gas naturale, 343 TWh da carbone, 103 TWh da petrolio, 91 TWh da idroelettrico, 41 TWh da solare ed eolico, 41 TWh da biocarburante e rifiuti e 9 TWh da nucleare. Non c'erano importazioni o esportazioni, e il consumo finale nello stesso anno era di 957 TWh, pari in media a circa 7.500 kWh pro capite. La capacità totale installata era di circa 324 GWe alla fine del 2015.

## Tipologie di fonti energetiche primarie utilizzate

### Energia da fonti non rinnovabili
I combustibili fossili rappresentavano circa il 94% della produzione netta di energia elettrica del Giappone nel 1973, il 62% nel 2010 prima del terremoto di Sendai e del Tōhoku e l'82% nel 2015. La quota della produzione alimentata da combustibili fossili aumentò quindi sostanzialmente per la prima volta da parecchi decenni sulla scia del disastro di Fukushima quando le aziende elettriche si rivolsero agli idrocarburi per compensare la perdita della produzione di energia nucleare. Attualmente, in Giappone ci sono oltre 60 centrali termoelettriche di proprietà delle 10 principali compagnie elettriche e della J-Power.
Il carbone, usato tipicamente nel mondo come fonte del carico di base per la produzione di energia, continua ad essere un'importante fonte per la generazione di energia elettrica in Giappone. A partire dal 2002, con l'esaurimento pressoché totale della produzione interna, il Giappone cominciò a importare tutto il suo carbone dall'estero, in particolare dall'Australia. Tra il 2011 e il 2015 le importazioni crebbero da 175 a 190 milioni di tonnellate, grazie all'aumento di capacità delle centrali a carbone e malgrado una lieve diminuzione dei consumi nel 2011 a causa del terremoto. Quest'ultimo infatti aveva danneggiato alcune delle centrali elettriche alimentate a carbone e, per compensare la perdita di energia nucleare dovuta al disastro di Fukushima, il paese aveva dovuto ricorrere in modo massiccio al petrolio e al gas naturale.
Con il ripristino delle centrali a carbone danneggiate e il crollo dei prezzi internazionali del carbone, l'utilizzo della materia prima aumentò nuovamente e la sua quota sul totale della produzione elettrica passò dal 23% stimato prima di Fukushima al 31% nel 2015. Il governo intende portare tale quota al 26% entro il 2030, confermando l'importanza del combustibile come carico di base per la produzione di energia. A tal fine il Giappone sta investendo notevolmente in nuove tecnologie per le centrali alimentate a carbone, più efficienti e meno inquinanti, sostituendo gradualmente gli impianti più vecchi. Le compagnie giapponesi progettano di sviluppare circa 45 nuove centrali a carbone nel prossimo decennio, aumentando la capacità attuale di oltre 20 GW. Le nuove centrali a carbone dovrebbero sostituire gradualmente le più costose ed inquinanti centrali a olio combustibile; l'effettivo sviluppo di questo processo dipenderà però anche dal numero di centrali nucleari che verranno nel frattempo riattivate e dalla capacità dei nuovi impianti a carbone di superare i più rigidi vincoli ambientali stabiliti dal governo giapponese per rispettare gli obiettivi di riduzione del livello dei gas serra fissati per il 2030.
Anche il contributo del gas naturale sul totale della produzione di energia elettrica è cresciuto negli ultimi anni, soprattutto dopo la riduzione del ricorso all'energia nucleare successiva all'incidente di Fukushima del 2011. Precisamente, la quota del gas naturale, che nel 2010 rappresentava il 30% della produzione elettrica giapponese, nel 2015 era aumentata al 42%. Il gas naturale (più precisamente, il gas naturale liquefatto o GNL) si è infatti affermato negli ultimi anni in Giappone come il combustibile fossile di prima scelta per la sostituzione del combustibile nucleare, grazie alle sue minori emissioni di gas serra. Dopo la chiusura delle centrali nucleari conseguente agli eventi del 2011, il ricorso al GNL contribuì a stabilizzare la produzione di elettricità. La sua domanda continuerà quindi a crescere anche nei prossimi anni. Già ora il Giappone sta sostituendo molte delle sue più vecchie e meno efficienti centrali a gas con unità più efficienti "a ciclo combinato". Attualmente, ci sono tre centrali elettriche a gas con una capacità combinata di 4,8 GW in costruzione e che si prevede entreranno in funzione entro il 2020. Tuttavia, l'effettivo aumento dell'utilizzo del GNL (e del conseguente volume delle importazioni dall'estero) potrebbe essere in parte frenato dalla progressiva riattivazione di alcune centrali nucleari e dal ruolo crescente delle energie rinnovabili nel portafoglio energetico del Giappone. Entro il 2030, si prevede che il GNL fornirà il 27% della produzione di energia elettrica del paese.
Per quanto riguarda il petrolio, già prima del terremoto del 2011 le aziende elettriche giapponesi avevano cominciato a dismettere la capacità di produzione alimentata dal petrolio, a causa dei maggiori costi operativi, dell'obsolescenza di molti impianti e degli svantaggi ambientali. Tuttavia, le perdite di energia nucleare dovute al sisma spinsero alcune aziende a compensarle ripristinando le centrali a petrolio in disuso. La domanda totale di petrolio per energia elettrica, principalmente dalla combustione di olio combustibile residuo e di greggio diretto, crebbe drasticamente da 175.000 bpd stimati nel 2010 a 590.000 bpd nel 2012, quando il petrolio produceva il 18% della generazione di elettricità. Il consumo complessivo di energia elettrica si ridusse e altri combustibili meno costosi furono via via utilizzati per colmare il divario. La quota del petrolio nel settore dell'energia elettrica scese così a 270.000 bpd, ossia il 9% della produzione di energia elettrica nel 2015. La politica del governo giapponese per i prossimi anni è comunque quella di ridurre sensibilmente la quota dal petrolio sulla produzione di energia elettrica: via che le centrali nucleari ritorneranno in servizio, quindi, l'energia nucleare continuerà a sostituire il petrolio e un numero crescente di centrali alimentate da questo combustibile saranno chiuse.

### Sistemi di accumulo di energia a batteria (BESS)
Il settore energetico giapponese ha registrato una significativa espansione della capacità di energie rinnovabili, con una crescita di oltre il 30% negli ultimi cinque anni, stimolando la domanda di sistemi di accumulo di energia a batteria (BESS). Più della metà dei 2,4 gigawatt di capacità assegnati nelle recenti aste a lungo termine per energia a basse emissioni di carbonio è stata aggiudicata a imprese straniere o consorzi, tra cui oltre 1,37 GW di nuova capacità BESS e più di 6,7 GWh di capacità energetica approvati per il 2024. L'Asta per Fonti Energetiche a Basse Emissioni a Lungo Termine del Giappone incentiva lo sviluppo dei BESS garantendo il recupero dei costi fissi per 20 anni. Tuttavia, la limitata volatilità dei prezzi e il prezzo minimo nel mercato dell’energia giapponese potrebbero limitare la redditività degli operatori di BESS, evidenziando la necessità di ulteriori riforme.